# Crinum eleonorae
Crinum eleonorae är en amaryllisväxtart som beskrevs av Ethelbert Blatter och Mccann. Crinum eleonorae ingår i släktet Crinum, och familjen amaryllisväxter. Inga underarter finns listade i Catalogue of Life.